# StarlyCode Studio
StarlyCode Studio (o più semplicemente StarlyCode) è un editor di codice sorgente per linguaggi web sviluppato da Starlyware per Windows. Include il supporto per il syntax highlighting, completamento automatico e snippet. Il software è sotto una licenza proprietaria.
Il 12 dicembre 2023 il software viene reso disponibile sul catalogo di Microsoft Store.

## Aspetti tecnici
Il programma è basato sul componente Windows Forms del framework .NET ed è scritto in C# e Visual Basic .NET. Alla creazione di un progetto, il software genera automaticamente un file della soluzione, contenente tutti i riferimenti necessari.

## Storia
StarlyCode Studio fu annunciato il 19 luglio 2014 dallo sviluppatore Gianluca Grasso, e prese inizialmente il nome di "Create Sites". Nei primi anni lo sviluppo fu lento e la pubblicazione venne rimandata diverse volte.
Nel 2020 Create Sites venne rinominato in StarlyCode Studio.
Il 12 settembre 2023, venne pubblicata la versione 1.0.3 sul sito web ufficiale di Starlyware.

## Caratteristiche
Tra le funzionalità più importanti si trovano:
- L'evidenziazione della sintassi
- Ricerca e sostituzione di testo usando espressioni regolari
- Code folding
- Apertura di più file in un'unica finestra
- Autocompletamento

## Linguaggi supportati
I linguaggi di programmazione e di marcatura attualmente supportati (versione 1.0.5) sono:
- CSS
- HTML
- JavaScript
- PHP
- SQL
- XML